# 2373 Іммо
2373 Іммо (2373 Immo) — астероїд головного поясу, відкритий 4 серпня 1929 року.
Тіссеранів параметр щодо Юпітера — 3,283.